# 江龍 (明朝)
江龍（16世紀—1595年），字世霖，福建建寧府建陽縣北洛里人，明朝政治人物。

## 生平
江龍是嘉靖三十四年（1555年）乙卯科福建鄉試舉人，授南寧通判，萬曆十一年（1583年）陞左州知州，御史馬呈圖推薦其才幹，十二年（1584年）調任鬱林州知州，十四年（1586年）州內水災，他開倉賑濟救活民眾，十六年（1588年）向朝廷申免歲米二千與牛稅雜派等不便民事，州人為他立石建思江亭紀念，十七年（1589年）陞高州同知多所建樹，例如儲足兵糧、堅守要害、禁止賣子、改正黃冊、豁免清勾等，二十三年（1595年）當移調，未及赴任就去世。他任官廉明愛人，三任俱在廣東廣西，去任後人民都皆祭祀他，著有《粵東粵西議稿》流傳。

## 引用
1. 1 2  民國《建陽縣志·第二十七條·列傳》：江龍，字世霖，北洛里人，嘉靖三十四年舉人，初授廣西南寧府判，晉左州知州，御史馬呈圖薦其才堪盤錯，改知鬱林州，時州苦積荒，龍力為申豁，歲減米二千有奇，又革除斗級、請保牛稅諸不便民事，陞高州府同知多所建白，如足兵糧、守要害、禁鬻子、正黃冊、豁清勾、急初檢等議，皆侃侃中竅，六年當移調未及赴卒。龍居官廉明愛人，三任俱在粵，去後皆尸祝之，著有《粵東粵西議稿》。
2. ↑  光緒《鬱林州志·卷十四·宦績錄》：江龍，建陽舉人 舊志作龍江 ，萬厯間知州事，十四年大水發倉穀賑之，全活甚眾，十六年請革牛稅及雜派貢，州人德之，立石建亭於城東，名曰思江亭，今圮。 舊志
3. ↑  光緒《高州府志·卷二十五·宦績傳》：江 阮通志作汪 龍，字世霖，建陽人，嘉靖乙卯舉人，累遷至高州同知，議足兵糧、守要害、禁鬻子、正黃冊，當移調未赴卒。 《福建通志》